# Franz Schultz (Heimatforscher)
Franz Schultz (* 2. Juli 1841 in Danzig-Altschottland; † um 1925) war ein Lehrer, Gymnasialdirektor, Heimatforscher und Genealoge in Westpreußen.

## Leben
Schultz besuchte das Gymnasium in Danzig und studierte anschließend Klassische Philologie an der Universität Königsberg. Nachdem er das Examen pro facultate docendi bestanden hatte, wurde er 1862 Mitglied des pädagogischen Seminars in Königsberg und absolvierte als solches sein Probejahr am Collegium Fridericianum. Anschließend wurde Schultz als ordentlicher Lehrer an den Gymnasien in Konitz und Neustadt in Westpreußen angestellt. Im Herbst 1867 wurde er zum Dr. phil. promoviert. Zum Sommersemesters 1868 wurde er an das Gymnasium in Kulm versetzt, wo er 1872 die fünfte Oberlehrerstelle innehatte und über alle Zählstufen bis 1878 in die erste Oberlehrerstelle avancierte. Am 4. Oktober 1881 wurde ihm der Professorentitel verliehen. Vom Mai 1882 bis Ostern 1883 stand er selbst als Direktor dem Kulmer Gymnasium vor. Unmittelbar anschließend wurde Schultz die Direktion des Gymnasiums in Rössel übertragen. Am 1. Oktober 1886 wurde er pensioniert und lebte fortan in Zoppot, wo er sich historischen und archivalischen Studien widmete.
Schultz war vermählt mit Anna Vitali und hatte mit ihr einen Sohn, Dr. phil. Franz Schultz (1877–1950), ordentlicher Professor für Neuere deutsche Literaturgeschichte an der Universität Frankfurt.

## Veröffentlichungen
- De obsoletis conjugationum Plautinarum formis. Berlin 1864 (In: Programm Gymnasium Konitz; Digitalisat)
- Plautus in seinem Verhältnisse zur mittleren und neueren griechischen Comödie. Neustadt/Wpr. 1866 (In: Programm Gymnasium Neustadt/Westpr.; Digitalisat)
- De propriis nominibus, quae in Plautinis fabulis leguntur. 1867 (Dissertation)
- Die Mischung der Dialekte bei Theokrit. Culm 1872 (In: Programm Gymnasium Kulm; Digitalisat)
- Conrad Bitschin während seines Aufenthalts in Culm (1430–38). In: Neue Preußische Provinzial-Blätter. Vierte Folge, Band 12, Königsberg i. Pr. 1875, S. 513–530 (Google Books).
- Archivalische Kleinodien in Kulm. In: Zeitschrift des Historischen Vereins für den Regierungsbezirk Marienwerder. Band 1, Marienwerder 1876, S. 59–67 (Google Books).
- Geschichte der Stadt und des Kreises Culm. 2 Teile, Danzig 1876 und 1877
  - Band 1: Bis zum Jahre  1479, Kafemann, Danzig 1876 (Google Books).
- Bernhard von Zinnenberg. In: Zeitschrift des Westpreußischen Geschichtsvereins, Jahrgang 1888, Heft XXII, Danzig 1887, S. 71–158 (Google Books).
- Geschichte des Kreises Deutsch-Krone. Deutsch-Krone 1902
- Chronik der Stadt Seebad Zoppot. A. W. Kafemann, Danzig 1905 (Digitalisat)
- Geschichte des Kreises Dirschau. Dirschau 1907 (Digitalisat des Registers)
- Geschichte der Kreise Neustadt und Putzig. Danzig 1907 (Digitalisat)
- Geschichte der gräflichen Krockowschen Familie. 1911
- Geschichte des Kreises Lauenburg in Pommern. Lauenburg i. Pom. 1912 (Digitalisat)